# Манзур-ул Хассан
Манзур-ул Хассан (15 січня 1952) — пакистанський хокеїст на траві.
Учасник Олімпійських Ігор 1976 року.